# Waddesdon Manor

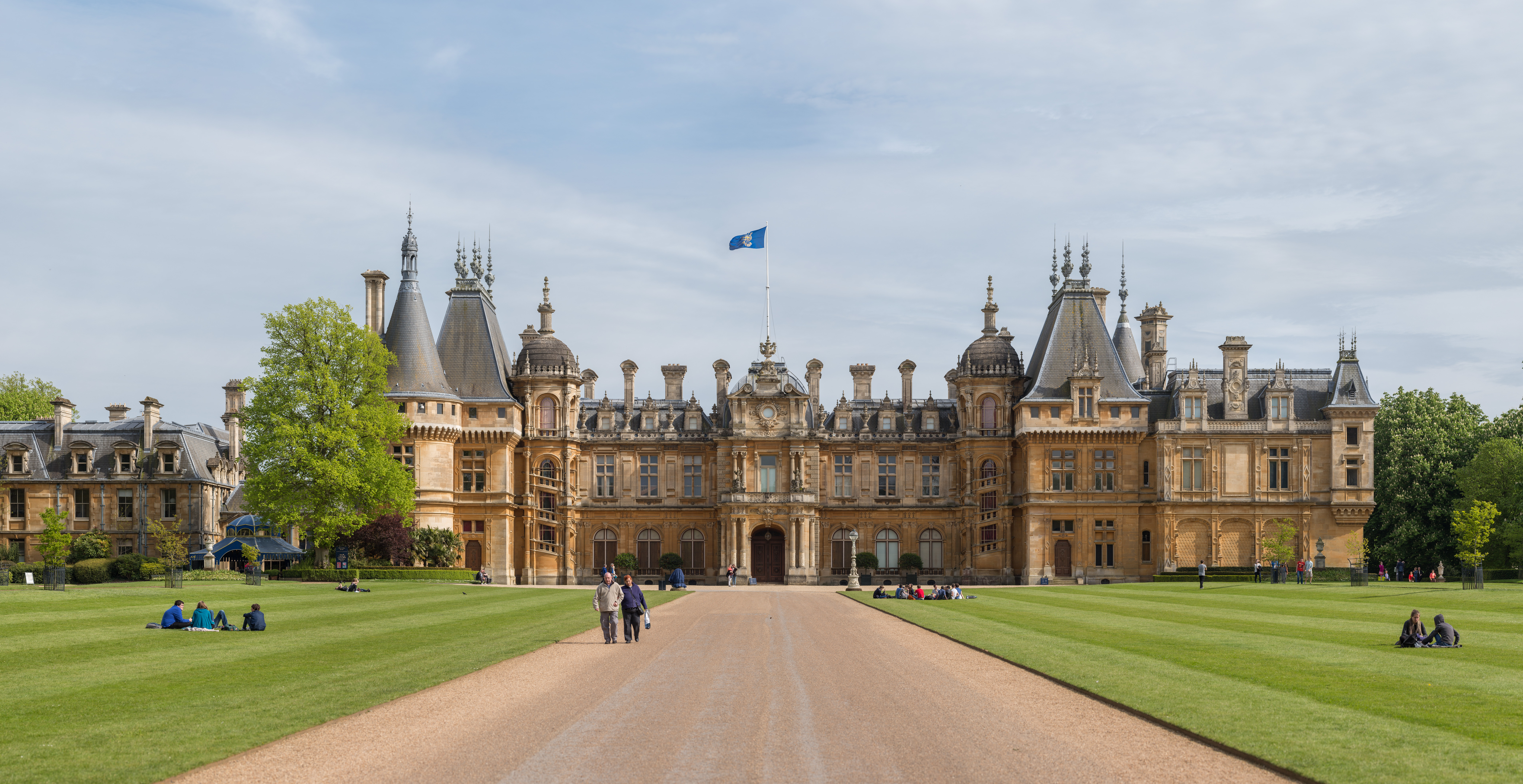
De voorzijde van Waddesdon Manor

Waddesdon Manor is een 19e-eeuws landhuis in Waddesdon in het Engelse graafschap Buckinghamshire. Het landhuis werd gebouwd in de periode 1874 - 1889 in neorenaissancestijl, met het uiterlijk van een Frans château. Het is tegenwoordig een van de best bezochte National Trust-locaties van het Verenigd Koninkrijk.
Het landhuis werd als filmlocatie gebruikt, onder andere in de films The Queen, The Mummy: Tomb of the Dragon Emperor, Sherlock Holmes: A Game of Shadows, Ripley Under Ground en in het tweede seizoen van Downton Abbey.